# Jacques-Charles de Brisacier
Jacques-Charles de Brisacier, né le 18 octobre 1642, dans la paroisse de Saint-Sauveur, à Blois (Loir-et-Cher), et décédé le 23 mars 1736 à Paris, est un prêtre catholique des Missions étrangères de Paris, société missionnaire dans laquelle il a exercé le plus longtemps les fonctions de directeur et de supérieur.

## Biographie

### Ambitions à la cour d'un jeune ecclésiastique de la noblesse blésoise
Fils du trésorier de la généralité du Berry et de Marie Le Lorrain, Jacques-Charles de Brisacier est né le 18 octobre 1642, dans la paroisse Saint-Sauveur, à Blois (Loir-et-Cher). 
Prieur de Saint-Blaise, de Moreuil, abbé commendataire de Saint-Pierre de Neuvilliers, il devient assez jeune l'aumônier et le prédicateur de la reine Marie-Thérèse.

### Engagement aux Missions étrangères
Vers 1670, il s'installe au Séminaire des Missions Etrangères où il devient directeur et engage toutes ses relations au service des missions. Ainsi, il prononce le 13 mai 1675 dans la Chapelle des Missions étrangères,  l'éloge funèbre de la Duchesse Marie-Madeleine de Vignerot d'Aiguillon, qui avait activement soutenu la fondation des Missions étrangères de Paris, à travers des démarches auprès du roi et de Rome.
Elu supérieur des Missions étrangères le 26 avril 1681, il remplit cette charge jusqu’au 7 janvier 1697, cédant la place à Louis Tiberge, pour le remplacer de nouveau après son décès, seulement trois ans plus tard et ce jusqu’au 7 février 1736. Ses différents supériorats présentent donc un ensemble de plus de 50 ans, par conséquent 17 élections ou réélections. Alors que certains critiquent un homme qui s'est imposé "despotiquement", cette stabilité permet de fonder la jeune Société des Missions étrangères dans la durée.
En 1690, par héritage de son oncle Laurent de Brisacier, il devient abbé commendataire de l’abbaye de Sainte-Marie de Flabémont en Bassigny, qui à cette époque faisait partie du diocèse de Toul.

### Construction du Séminaire
Sans jamais partir en mission ad extra, Jacques-Charles de Brisacier participe à la construction du Séminaire des Missions étrangères. Les débuts de son administration sont marqués par la construction de la Chapelle des Missions étrangères, dont la première pierre est solennellement posée le 24 avril 1683; il fait également construire le Séminaire tel qu’il resta jusqu’en 1869, sauf les modifications intérieures aménagées vers 1745.
La construction du Séminaire passe aussi par la rédaction des textes législatifs qui régleront la vie du Séminaire et de la Société des Missions étrangères, dont les rapports ne sont pas sont heurts. Le premier Règlement général de la Société, dont l’étude avait été commencé pendant le supériorat de Tiberge, est signé en 1700, mais ne satisfait les vicaires apostoliques. Le pape Innocent XII encourage alors les travaux des vicaires apostoliques dans le  bref Labor et dolor du 29 juin 1700. Un second Règlement en 1716 sépare totalement le Séminaire et la Société des Missions étrangères, et ce document sera la cause de nouvelles tensions.

### De la Querelle des Rites aux crises théologiques
De fait, les vicaires apostoliques en mission et les directeurs du Séminaire à Paris ne partagent pas la même expérience et les mêmes préoccupations. Alors que les uns sont confrontés à l'urgence missionnaire, les autres sont obnubilés par les questions doctrinales de la controverse quiétiste et la crise janséniste.
Dans un premier temps, Brisacier approuve du livre de l'abbé Noël Alexandre sur la Défense des nouveaux chrétiens, qui se fonde sur des idées jansénistes. Il se positionne contre Louis Le Comte qui défendait le sentiment de ses confrères jésuites dans ses Nouveaux Mémoires sur l'État présent de la Chine, imprimés à Paris en 1696, 1697 et 1701. Selon les directeurs des Missions étrangères, cet ouvrage est répréhensible pour les paradoxes qu'il renferme : c'est un panégyrique de la civilisation chinoise. Les Chinois, si l'on en croit l'auteur, ont de tout temps connu et adoré le vrai Dieu. Le Comte développe les mêmes idées dans une lettre au duc du Maine Sur les Cérémonies de la Chine. Les directeurs des séminaires des Missions Étrangères défèrent ces Nouveaux Mémoires et la Lettre sur les Cérémonies de la Chine à la cour de Rome et à la faculté de théologie de Paris, à la suite de l'opposition du procureur général des jésuites, pour s'en référer d'abord au Pape pour mettre fin à la Querelle des rites entre jésuite et dominicains. 
Pour autant, à la suite des condamnations répétées du courant janséniste par le Saint-Siège, et soucieux de ramener la paix entre les différents courants missionnaires, Brisacier, en 1725, fait expulser du Séminaire trois directeurs : de La Chassaigne, Jobard et Pocquet qui étaient jansénistes.

### Dernières années
Deux mois avant sa mort, il demande à être décharger du supériorat du Séminaire. Il est remplacé par Alexis de Combes, élu le 7 février 1736. Il meurt au Séminaire des Missions Etrangères le 23 mars 1736.
Pendant ses différents supériorats, 49 missionnaires seulement sont partis pour l’Extrême-Orient, ce qui ne donne pas une moyenne de un par an.

## Contributions

### Bâtiment général des Missions étrangères
Jacques-Charles de Brisacier participe à la construction du séminaire des Missions étrangères. Les débuts de son administration sont marqués par la construction de la Chapelle des Missions étrangères, dont la première pierre est solennellement posée le 24 avril 1683; il fait également construire le séminaire tel qu’il resta jusqu’en 1869, sauf les modifications intérieures aménagées vers 1745.

### Premier biographe de Pierre Lambert de La Motte
Bien qu'il ne l'ait jamais rencontré en personne, Jacques-Charles de Brisacier est le premier biographe de Pierre Lambert de La Motte. Son opposition constante de chœur avec les autres directeurs du Séminaire à Paris à l'encontre des vicaires apostoliques ne fait pas de lui un biographe naturel de l'évêque de Béryte. Pourtant, Brisacier décrit Lambert sur un ton hagiographique. Pour s'accommoder avec la politique royale, il s'agit avant tout d'affirmer que l'antagonisme entre Lambert et les jésuites n'a jamais existé et ensuite que l'action de Lambert a favorisé la politique de Louis XIV au Siam. Il reflète parfois plus ses propres vues et celles des directeurs parisiens plutôt que celle de Lambert sur la théologie des missions et l'inculturation. Il est néanmoins le premier à se pencher sur sa spiritualité et notamment l'offrande totale de lui-même comme "martyr d'amour".

## Liens